# 禁止新組政黨法
《禁止新組政黨法》（德語：Gesetz gegen die Neubildung von Parteien）是納粹德國政府於1933年7月14日頒布的一項法令。納粹德國政府通過該法律徹底清除所有異己政黨，鞏固獨裁統治，使德國成為完全由納粹黨控制的一黨制國家。

## 背景
在1933年1月30日納粹黨奪權後，阿道夫·希特勒迅速控制德國政府和社會的各個方面。最早的行動之一，是在1933年3月23日，透過國會縱火案，促使《1933年授權法》通過。該法授權「帝國政府」（即帝國總理及其內閣）在四年內無需提交國會或帝國總統通過和批准，即可頒布法律。《授權法》通過後的國會在接下來的九年裡僅通過了七項法律。
憑藉範圍廣泛的緊急權力，希特勒頒布了一系列旨在確立對國家獨裁統治的法律。其中一種手段是消滅所有異己政黨，並確保納粹黨完全掌握國家政治。根據《国会纵火法令》，威瑪共和國憲法所賦予德國公民的許多公民自由權利，包括人身保護令以及言論、新聞和集會自由，皆被暫停。納粹黨的衝鋒隊隨後發起了一場恐嚇和恐怖活動。德國共產黨首先遭到取締，其在國會的代表被禁止就職，其中大多數人被捕並送往納粹集中營。由於国会纵火法令的影響，德國共產黨實際上已名存實亡，並於1933年3月6日完全解散。
在针对德国社会民主党的暴力和恐吓持续数月之后，政府于1933年5月10日沒收了该党所有資產。6月22日，所有的社會民主黨出版物及集會活動均被禁止，其在國會及各邦議會的选举权亦被取消，社會民主黨黨員被宣布禁止與擔任公職。在德國各地，约三千名社会民主党黨員被逮捕、攻擊，實行酷刑，并被監禁在監獄或集中營中。社會民主黨最終被迫解散。
在德国共产党和德国社会民主党被强制解散后，威瑪共和國的所有剩余主要政黨皆在一周內正式解散，德國國家人民黨（6月27日）、德國國家黨（6月28日）、德國中央黨（7月3日）、巴伐利亞人民黨（7月4日）和德國人民黨（7月4日）。在实际上已经解散其他全部政党后，為了在法律上确立納粹黨的地位，納粹政府隨後於1933年7月14日頒布了《禁止新組政黨法》，宣布納粹黨為德國唯一的合法政黨，並規定任何支持或試圖建立其他政黨組織的人都將受到法律懲處。

## 法理探討

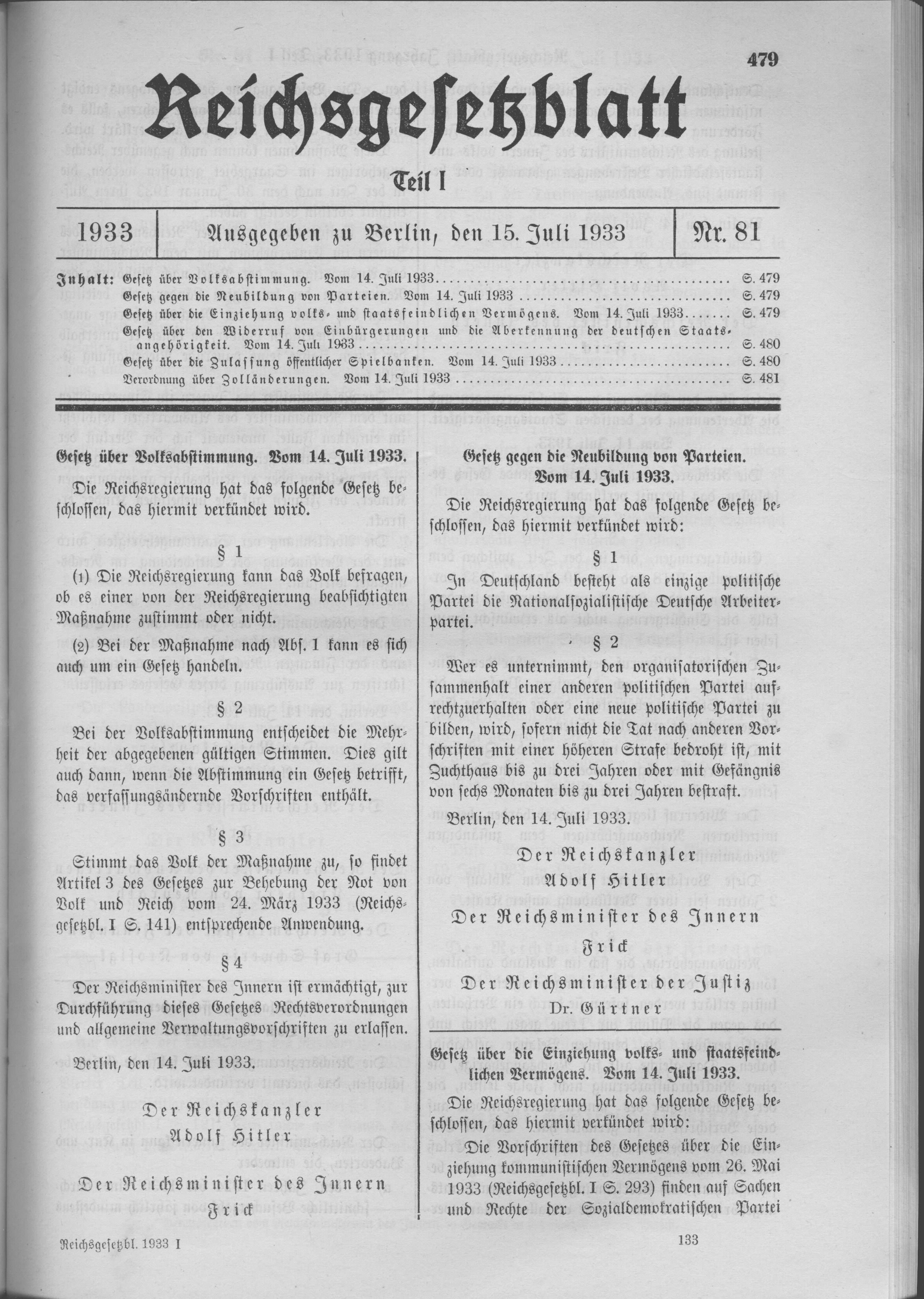
1933年7月15日《帝國法律公報》上發布的《禁止新組政黨法》

《禁止新組政黨法》於1933年7月14日由納粹德國政府頒布，共有2條：

### 唯一合法政黨
國家社會主義德國工人黨（即納粹黨）為德國境內唯一的合法政黨，從法律上確立了納粹黨的一黨專政地位。

### 其餘政黨非法化
針對任何試圖打破納粹黨獨裁統治的行為作出了嚴厲的法律規定，試圖鞏固其他政黨的組織凝聚力，或是組織、成立新的政黨的個人，將面臨最高三年的監禁或至少六個月的有期徒刑。
如觸犯其他更嚴厲的法律，將按更重的刑罰作處置。該法律由時任帝國總理阿道夫·希特勒，以及內政部長威廉·弗里克和司法部長弗朗茨·居爾特納（Franz Gürtner）共同簽署，並於頒布之日生效。德國正式進入一黨制時期，所有其他政治力量都被徹底清除，納粹黨得以完全掌控國家政權。

## 影響
該法確立了先前透過納粹黨的恐怖統治以及反對勢力的徹底瓦解所造成的局面，使德國成為一黨制國家，並持續十二年。在1933年11月12日國會選舉中，納粹黨囊括了全部661個席位。國會作為民主辯論與審議的殿堂，最終成為希特勒演講和發表政治声明的场所，仅偶尔以一致鼓掌的方式通过法案。

## 廢除
第二次世界大戰歐洲戰場結束、納粹政權垮台後，盟國管制理事會對德國法律進行「去納粹化」。盟軍管制委員會第一號法令（1945年9月20日）廢除了二十五項明確列舉的納粹法律或條例，其中包括《1933年授權法》和《禁止新組政黨法》。隨著美佔區、英佔區和法佔區恢復政治自由，多數前威瑪時期的政黨重新建立，如德國共產黨、德國社會民主黨和德國中央黨。